# Charles De Geer
Charles De Geer (ur. 30 stycznia 1720 w Finspång, zm. 7 marca 1778 w Sztokholmie) – szwedzki entomolog i przemysłowiec pochodzenia holenderskiego. 

## Życiorys
Dziadkiem Charlesa był Louis De Geer Młodszy (1622–1695), holenderski handlowiec związany ze Szwecją. W latach 1723–1738 Charles wyjechał do Holandii i studiował na uniwersytecie w Utrechcie. Później wrócił do Szwecji. Jego synami byli szwedzcy politycy Carl De Geer (1747–1805) i Emanuel de Geer (1748–1803).
Opisał naukowo m.in.: tykotka rudowłosa (Xestobium rufovillosum), czy nadrzewka długoskrzydłego (Meconema thalassinum).

## Dzieła
- Tal om nyttan, som Insecterne och deras skärskådande, tilskynda oss, ... Stockholm 1744–1747.
- Mémoires pour servir à l'histoire des insectes. Grefing & Hesselberg, Stockholm 1752–1778.
- Tal, om insecternas alstring. Stockholm 1754.
- Abhandlungen zur Geschichte der Insecten. Müller & Raspe, Leipzig, Nürnberg 1776–1783 p.m.
- Genera et species insectorum. Crusium, Leipzig 1783 p.m.